# Gryts landskommun, Södermanland
Gryts landskommun var en tidigare kommun i Södermanlands län.

## Administrativ historik
Den 1 januari 1863, när kommunalförordningarna började tillämpas, skapades över hela riket cirka 2 500 kommuner, varav 89 städer, 8 köpingar och resten landskommuner. Då inrättades i Gryts socken i Daga härad i Södermanland denna kommun.
1952 genomfördes den första av 1900-talets två genomgripande kommunreformer i Sverige. Då upphörde Gryts lands kommun och blev en del av Daga kommun. Denna i sin tur gick år 1974 upp i Nyköpings kommun.
Vid Nyköpings kommundelning år 1992 kom området till Gnesta kommun

## Politik

### Mandatfördelning i valen 1946
| 9 | 11 |

| 18 |